# Powhatan Ellis
Powhatan Ellis, född 17 januari 1790 i Amherst County, Virginia, död 18 mars 1863 i Richmond, Virginia, var en amerikansk politiker, jurist och diplomat. Han representerade delstaten Mississippi i USA:s senat 1825-1826 och 1827-1832.
Ellis utexaminerades 1809 från Washington Academy (numera Washington and Lee University). Han studerade vid Dickinson College 1809-1810. Han studerade sedan juridik vid The College of William & Mary 1813-1814 och inledde sin karriär som advokat i Lynchburg, Virginia.
Ellis flyttade 1817 till Mississippiterritoriet. Han var domare i delstaten Mississippis högsta domstol 1823-1825. Han efterträdde 1825 David Holmes som senator och efterträddes redan följande år av Thomas Buck Reed som fick sitta i senaten fram till slutet av Holmes mandatperiod. Reed kandiderade 1827 till omval men besegrades av Ellis.
Powhatan Ellis avgick 1832 som senator för att tillträda som domare i en federal domstol. Han avgick från sin domarbefattning i januari 1836 för att tillträda som USA:s chargé d'affaires i Mexiko, ett ämbete som han skötte fram till december 1836. Han var sedan USA:s minister i Mexiko 1839-1842.
Ellis grav finns på Shockoe Hill Cemetery i Richmond. Staden Ellisville har fått sitt namn efter Powhatan Ellis.